# Вила-Нова-ди-Фош-Коа (район)
Ви́ла-Но́ва-ди-Фош-Ко́а (порт. Vila Nova de Foz Côa) — населённый пункт и район в Португалии, входит в округ Гуарда. Является составной частью муниципалитета Вила-Нова-ди-Фош-Коа. По старому административному делению входил в провинцию Траз-уж-Монтиш и Алту-Дору. Входит в экономико-статистический субрегион Доуру, который входит в Северный регион. Население составляет 3300 человек на 2001 год. Занимает площадь 61,43 км².
Покровителем района считается Дева Мария (порт. Nossa Senhora das Dores).